# Eocursor
Eocursor parvus
Genre
Espèce
Eocursor est un genre fossile de dinosaures ornithischiens primitifs, qui a vécu au Trias supérieur en Afrique du Sud, il y a environ 210 millions d'années.
Une seule espèce est rattachée au genre, Eocursor parvus, décrite par Richard Butler (d) et ses collègues en 2007.

## Étymologie
Son nom signifie « le coureur de l'aube ».

## Découverte
L'holotype d'Eocursor, référencé « SAM-PK-K8025 », a été découvert dans la formation d'Elliot, dans l'État-Libre en Afrique du Sud en 1993.
Son squelette est le mieux préservé de tous ceux des ornithischiens primitifs. Le fossile est un squelette partiel comportant une partie du crâne, la mâchoire inférieure, des vertèbres et des côtes.
Cependant, il n'a été décrit que quatorze ans plus tard, en 2007, par Richard J. Butler, Roger M. H. Smith, et David B. Norman.

## Classification
Eocursor était un ornithischien primitif, un groupe de dinosaures ayant évolué pour donner naissance à Triceratops, Pachycephalosaurus, Stegosaurus et Iguanodon. Butler et al. pensent que, même s'il est plus évolué que Pisanosaurus et les hétérodontosauridés, il est quand même plus primitif que Lesothosaurus.
|  | †Abrictosaurus     |
|  |                    |
|  | †Heterodontosaurus |
|  |                    |

|             | †Eocursor                                                                    |
|             |                                                                              |
| †Genasauria | \| \| †Thyreophora \| \| \| \| \| \| †Neornithischia ou Cerapoda \| \| \| \| |
|             | \| \| †Thyreophora \| \| \| \| \| \| †Neornithischia ou Cerapoda \| \| \| \| |
|             | †Thyreophora                                                                 |
|             |                                                                              |
|             | †Neornithischia ou Cerapoda                                                  |
|             |                                                                              |

|  | †Thyreophora                |
|  |                             |
|  | †Neornithischia ou Cerapoda |
|  |                             |

|  | †Abrictosaurus     |
|  |                    |
|  | †Heterodontosaurus |
|  |                    |

|             | †Eocursor                                                                    |
|             |                                                                              |
| †Genasauria | \| \| †Thyreophora \| \| \| \| \| \| †Neornithischia ou Cerapoda \| \| \| \| |
|             | \| \| †Thyreophora \| \| \| \| \| \| †Neornithischia ou Cerapoda \| \| \| \| |
|             | †Thyreophora                                                                 |
|             |                                                                              |
|             | †Neornithischia ou Cerapoda                                                  |
|             |                                                                              |

|  | †Thyreophora                |
|  |                             |
|  | †Neornithischia ou Cerapoda |
|  |                             |

|  | †Abrictosaurus     |
|  |                    |
|  | †Heterodontosaurus |
|  |                    |

|             | †Eocursor                                                                    |
|             |                                                                              |
| †Genasauria | \| \| †Thyreophora \| \| \| \| \| \| †Neornithischia ou Cerapoda \| \| \| \| |
|             | \| \| †Thyreophora \| \| \| \| \| \| †Neornithischia ou Cerapoda \| \| \| \| |
|             | †Thyreophora                                                                 |
|             |                                                                              |
|             | †Neornithischia ou Cerapoda                                                  |
|             |                                                                              |

|  | †Thyreophora                |
|  |                             |
|  | †Neornithischia ou Cerapoda |
|  |                             |

|  | †Abrictosaurus     |
|  |                    |
|  | †Heterodontosaurus |
|  |                    |

|             | †Eocursor                                                                    |
|             |                                                                              |
| †Genasauria | \| \| †Thyreophora \| \| \| \| \| \| †Neornithischia ou Cerapoda \| \| \| \| |
|             | \| \| †Thyreophora \| \| \| \| \| \| †Neornithischia ou Cerapoda \| \| \| \| |
|             | †Thyreophora                                                                 |
|             |                                                                              |
|             | †Neornithischia ou Cerapoda                                                  |
|             |                                                                              |

|  | †Thyreophora                |
|  |                             |
|  | †Neornithischia ou Cerapoda |
|  |                             |

## Description
Eocursor était un petit ornithischien bipède. On estime sa longueur à environ 1 mètre. Il ressemblait grossièrement aux autres ornithischiens primitifs comme Pisanosaurus ou Lesothosaurus. Ses grandes mains ressemblaient à celles des hétérodontosauridés.

### Régime alimentaire
L'étude des dents triangulaires d'Eocursor montre qu'il était en partie herbivore.